# Powiat krośnieński, Lubusz vojvodskap
Powiat krośnieński är ett administrativt distrikt (powiat) i västra Polen, tillhörande Lubusz vojvodskap. Huvudort är Krosno Odrzańskie och största stad är Gubin. Distriktet hade totalt 56 829 invånare år 2012.

## Administrativ kommunindelning
Distriktet indelas i sammanlagt sju kommuner. Invånarantal anges för 2008.

### Stadskommuner
- Gubin – 16 767

### Stads- och landskommuner
- Krosno Odrzańskie – 18 458

### Landskommuner
- Bobrowice – 3 114
- Bytnica – 2 601
- Dąbie – 5 077
- Gmina Gubin (Gubins landskommun) – 7 272
- Maszewo – 2 962